# Bighorn River
Der Bighorn River ist ein 470 km (einschließlich Wind River 766 km) langer, rechter Nebenfluss des Yellowstone River in den US-Bundesstaaten Wyoming und Montana. Etwa 7 km südlich von Thermopolis befindet sich ein Punkt, oberhalb welchem der Fluss die Bezeichnung Wind River trägt. Der Bighorn River ist der bedeutendste Zufluss des Yellowstone und entwässert rund ein Fünftel des Staates Wyoming.

## Name
Als Europäer den Fluss in Montana erreichten, benannten sie ihn nach den dort vorkommenden Dickhornschafen (engl. Bighorn Sheep). Entdecker im heutigen Wyoming gaben dem Fluss dagegen den Namen Wind River. Erst später erkannte man, dass es sich um ein und dasselbe Gewässer handelte. Um die entstandene Verwirrung zu beenden, wurde entschieden, dass der Fluss ab einem willkürlich festgelegten Punkt den Namen ändern sollte. Dieser befindet sich am Ausgang des Wind River Canyons, rund sieben Kilometer südlich von Thermopolis und trägt den Namen Wedding of the Waters. Hier ist einer der seltenen Orte, wo ein Fluss ohne ersichtlichen Grund plötzlich einen anderen Namen trägt.

## Verlauf
Der Bighorn River entspringt als Wind River in der Wind River Range, südlich der Owl Creek Mountains. Zuerst fließt er in südöstliche Richtung durch das Wind River Basin, ab Riverton wendet er sich Richtung Norden. Bevor der Wind River im Wind River Canyon eine Bergkette (westlich: Owl Creek Mountains, östlich: Bridger Mountains) durchschneidet, wird er zum Boysen Reservoir aufgestaut. Am Ausgang der Schlucht passiert der Fluss den Punkt Wedding of the Waters und heißt ab da Bighorn River. Danach fließt er durch die Stadt Thermopolis und am Hot Springs State Park vorbei. Der Fluss durchfließt im Anschluss das Bighorn Basin in nördlicher Richtung. Die Yellowtail-Talsperre im Bighorn Canyon staut den Fluss zum Bighorn Lake auf, der die Grenze zum Bundesstaat Montana schneidet und den Kern der Bighorn Canyon National Recreation Areas bildet. Danach fließt er durch das Crow-Indianerreservat, bevor er den Yellowstone River flussabwärts von Custer erreicht.

## Hydrologie
Der Bighorn River ist als Nebenfluss des Yellowstone River Teil des Einzugsgebietes des Missouri River, der über den Mississippi in den Golf von Mexiko entwässert. Das Einzugsgebiet des Bighorn River hat eine Fläche von 59.272 km² und grenzt an die Einzugsgebiete von Sarpy Creek, Rosebud Creek, Tongue River, Clear Creek, Crazy Woman Creek, North Fork Powder River, Middle Fork Powder River und South Fork Powder River im Osten, Casper Creek im Südosten, Sweetwater River im Süden, Big Sandy River, New Fork River und Green River im Südwesten, Gros Ventre River, Buffalo Fork und Yellowstone River im Westen sowie Lamar River, Clarks Fork Yellowstone River, Pryor Creek und Fly Creek im Nordwesten. Der mittlere Abfluss am Pegel an der Mündung beträgt 112,02 m³/s, die größten Abflüsse finden sich in den Monaten Mai, Juni und Juli. Südlich des Bighorn Lake beträgt der Abfluss 61,52 m³/s. Damit ist der Fluss nach dem Snake River der zweitwasserreichste Fluss innerhalb Wyomings.

## Bighorn Basin
Der Bighorn River entwässert das nach ihm benannte Bighorn Basin, ein Hochplateau auf durchschnittlich rund 1325 m über dem Meer. Es liegt zwischen den Bighorn Mountains im Osten und der Absaroka Range im Westen. Das Becken war ursprünglich von Östlichen Shoshone und Absarokee-Indianern (auch als Crow-Indianer bekannt) bewohnt. Der erste Weiße im Gebiet war John Colter, der 1807 Colter’s Hell entdeckte, ein Gebiet mit vulkanischer Aktivität am Shoshone River. 1864 erkundete Jim Bridger das Becken als Route für den Weg vom Oregon Trail nach Montana, als der östlich parallel verlaufende Bozeman Trail wegen Konflikten mit den Lakota-Indianern nicht passierbar war. Von Pionieren wurde der Fluss auch Great Horn River oder auf französisch Le Corne (für „Horn“) genannt.
Um die Wende zum 20. Jahrhundert wurde das Becken langsam von Ranchern besiedelt. Führend war William Cody, der als Buffalo Bill berühmt geworden war und zur Vermarktung seiner Prominenz ab 1896 den Ort Cody entwickelte. Butch Cassidy gründete in der Region 1897 nach einem Gefängnisaufenthalt seine berüchtigte Bande, die Wild Bunch, und nutzte das Hole in the Wall in den Bighorn Mountains als Versteck.

## Galerie

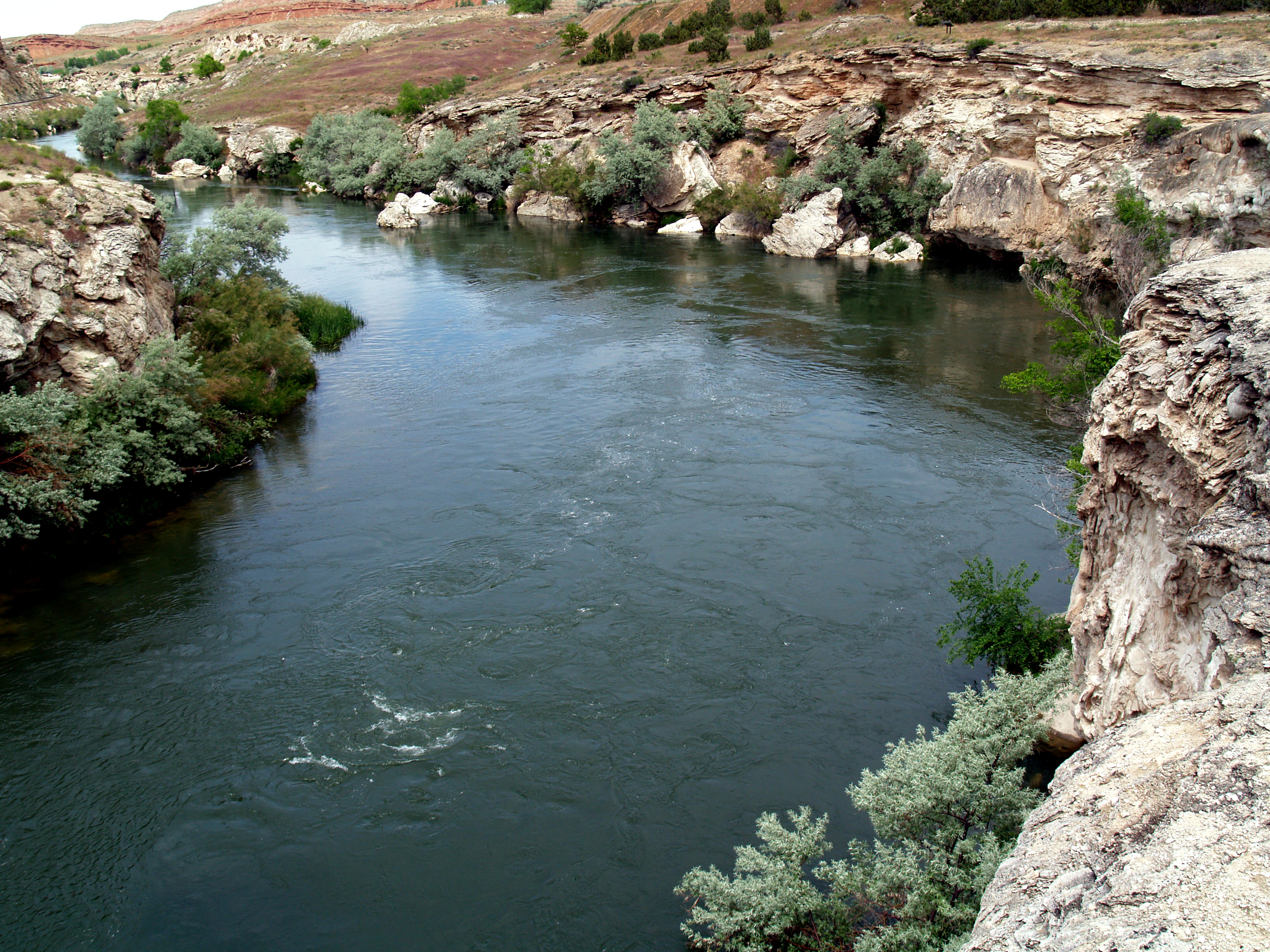
Der Fluss bei Thermopolis, Wyoming
Four Mile Bridge über den Fluss im Hot Springs County
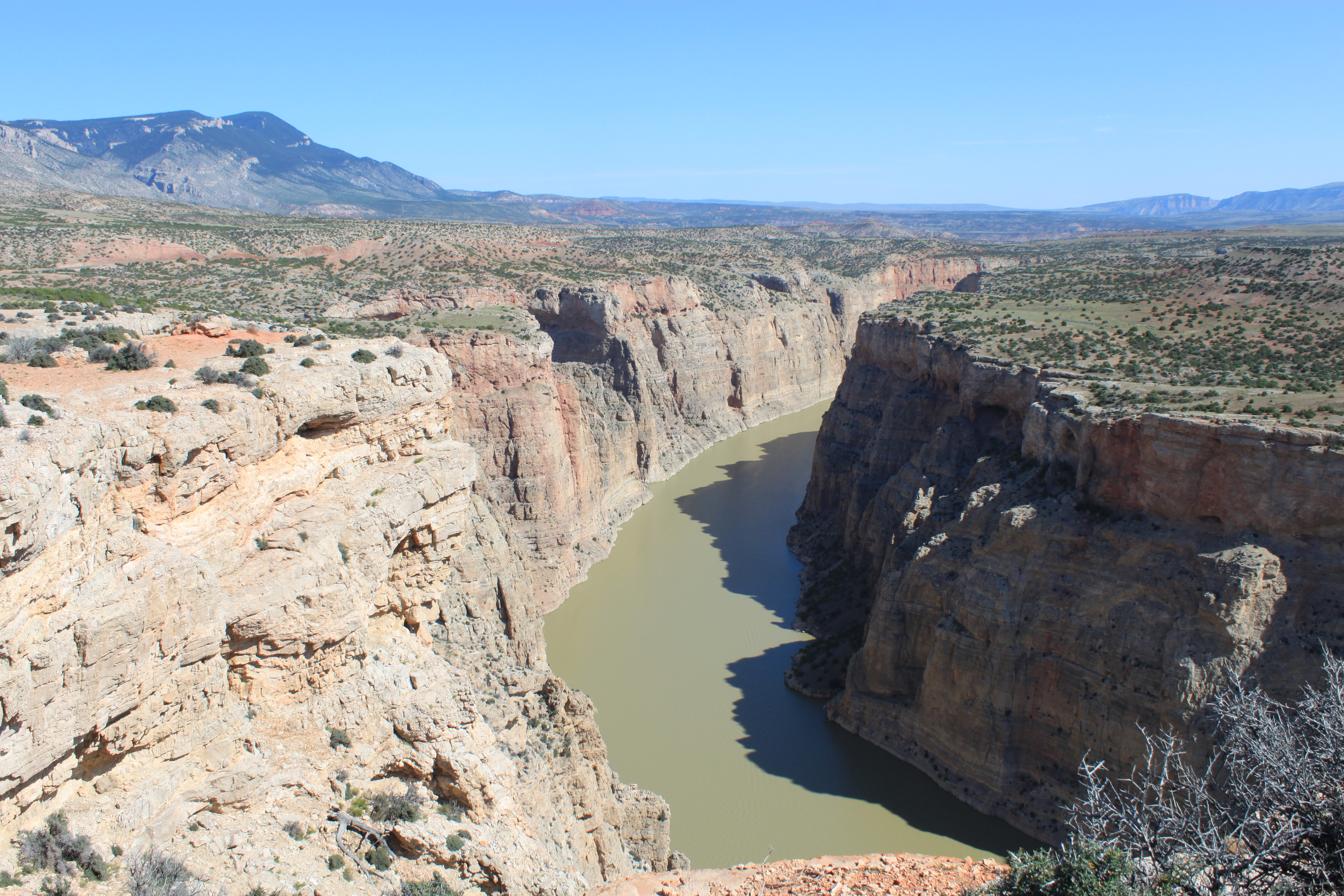
Bighorn River im Bighorn Canyon
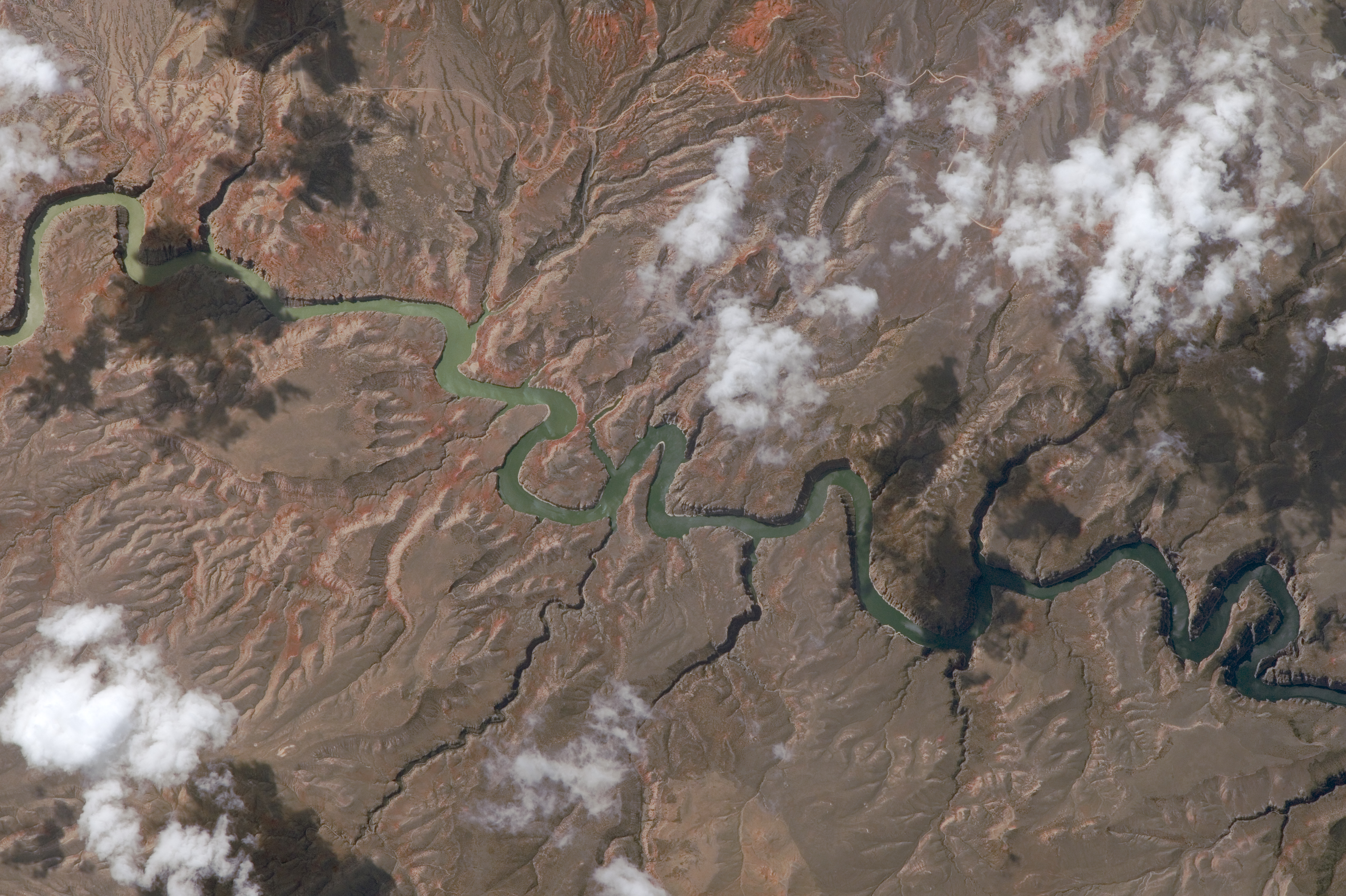
Flussschlingen des Bighorn River im Bighorn Canyon
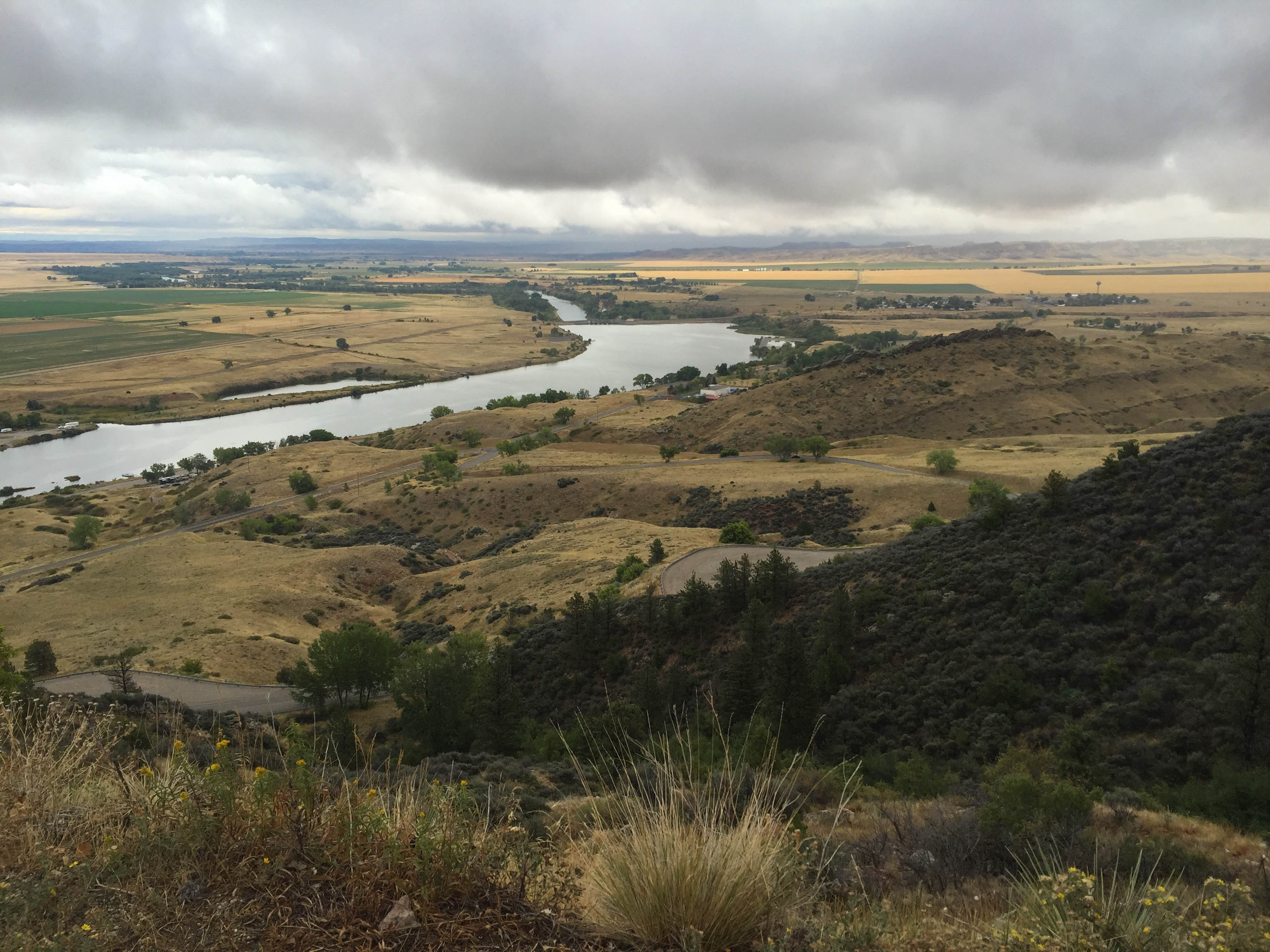
Der Fluss in Montana